# Volley-ball masculin aux Jeux asiatiques

## Palmarès
| Année | Lieu      | Champion     | Finaliste    | Troisième       | Quatrième |
| ----- | --------- | ------------ | ------------ | --------------- | --------- |
| 1958  | Tōkyō     | Japon        | Iran         | Inde            |           |
| 1962  | Jakarta   | Japon        | Inde         | Pakistan        |           |
| 1966  | Bangkok   | Japon        | Corée du Sud | Iran            |           |
| 1970  | Bangkok   | Japon        | Corée du Sud | Taïwan          |           |
| 1974  | Téhéran   | Japon        | Corée du Sud | Chine           |           |
| 1978  | Bangkok   | Corée du Sud | Japon        | Chine           |           |
| 1982  | New Delhi | Japon        | Chine        | Corée du Sud    |           |
| 1986  | Séoul     | Chine        | Corée du Sud | Inde            |           |
| 1990  | Pékin     | Chine        | Corée du Sud | Japon           |           |
| 1994  | Hiroshima | Japon        | Chine        | Corée du Sud    |           |
| 1998  | Bangkok   | Chine        | Corée du Sud | Taïwan          |           |
| 2002  | Pusan     | Corée du Sud | Iran         | Japon           |           |
| 2006  | Doha      | Corée du Sud | Chine        | Arabie saoudite | Qatar     |
| 2010  | Guangzhou | Japon        | Iran         | Corée du Sud    | Thaïlande |

## Tableau des médailles
| Rang | Pays            | Médaille d'or | Médaille d'argent | Médaille de bronze | Total |
| 1    | Japon           | 8             | 1                 | 2                  | 11    |
| 2    | Corée du Sud    | 3             | 6                 | 2                  | 11    |
| 3    | Chine           | 3             | 3                 | 2                  | 8     |
| 4    | Iran            | 0             | 3                 | 1                  | 4     |
| 5    | Indonésie       | 0             | 1                 | 2                  | 3     |
| 6    | Taïwan          | 0             | 0                 | 2                  | 2     |
| 7    | Pakistan        | 0             | 0                 | 1                  | 1     |
| 7    | Arabie saoudite | 0             | 0                 | 1                  | 1     |
| 7    | Thaïlande       | 0             | 0                 | 1                  | 1     |